# Czesław Krakówko
Czesław Krakówko (ur. 7 lipca 1938 w Dziadkowicach) – polski rolnik i działacz Zjednoczonego Stronnictwa Ludowego, poseł na Sejm PRL VIII kadencji (1983–1985). 

## Życiorys
Prowadził specjalistyczne gospodarstwo rolne. W 1980 uzyskał mandat radnego Wojewódzkiej Rady Narodowej w Białymstoku. W grudniu 1983 objął mandat posła na Sejm PRL VIII kadencji w okręgu Białystok, po śmierci posła Zbigniewa Dąbrowskiego z Polskiej Zjednoczonej Partii Robotniczej. Zasiadał w Komisjach Budownictwa i Przemysłu Materiałów Budowlanych oraz Leśnictwa i Przemysłu Drzewnego.